# Маленькая победоносная война

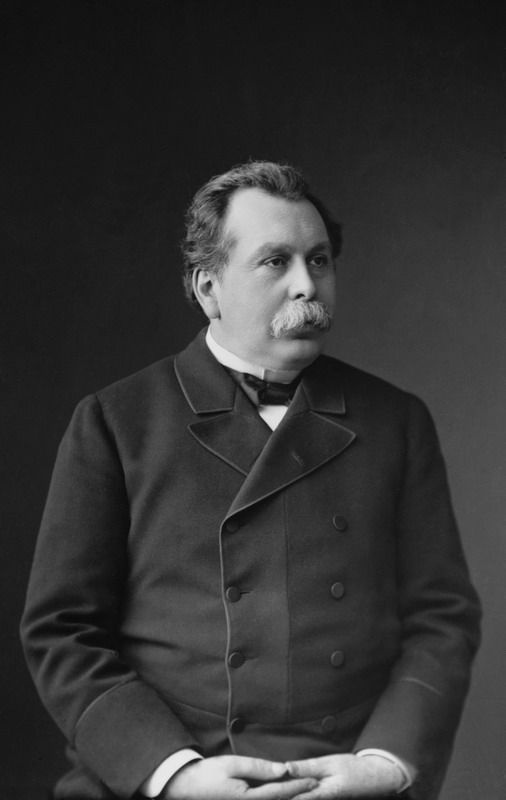
Вячеслав Константинович Плеве

«Маленькая победоносная война» — выражение, которое традиционно используется в русском языке для обозначения отвлекающей войны.

## История
Впервые использовано в январе 1904 года Вячеславом Плеве, российским министром внутренних дел и шефом жандармов по отношению к надвигавшейся войне с Японией. А. Н. Куропаткин упрекал Плеве, что тот содействовал развязыванию войны «и примкнул к банде политических аферистов», Плеве ответил: «Алексей Николаевич, вы внутреннего положения России не знаете. Чтобы удержать революцию, нам нужна маленькая победоносная война». Возможно, он просто повторил фразу государственного секретаря США Джона Хея «это должна быть блестящая маленькая война» (a splendid little war) из письма президенту США Теодору Рузвельту от 27 июля 1898. Рузвельт опубликовал это в своей книге «Описание испано-американской войны» (1900).
Эпизод с разговором Плеве и Куропаткина впервые появился в книге А. А. Морского «Исход российской революции 1905 г. и правительство Носаря», изданной в 1911 году, через 7 лет после убийства Плеве, в которой автор ссылается на некие неизданные мемуары Куропаткина, однако впоследствии стало известно, что Куропаткин не писал мемуаров, а в его дневниках, где действительно описаны разговоры с Плеве, данная фраза не упоминается, в связи с чем некоторые современные исследователи сомневаются в достоверности слов о «маленькой победоносной войне» или предлагают считать их апокрифом.
Это выражение в дальнейшем стало использоваться в аналогичных случаях, когда правительство страны, оказавшееся несостоятельным во внутренней политике, пытается отвлечь внимание своего народа от этого факта путём развязывания именно такой «маленькой победоносной войны».